# عين الإمارات (مجلة)
مَجلة عين الإمارات هي مَجلة إماراتية مَقرُها في مدينة العين، صَدر العدد الأول لَها في يناير 2007.
تمتلك المجلة عدد من الأبواب، مِنها: الأجندة، البانورما المحلية، التنمية المستدامة، الصحة والحياة، العين الساهرة، التعليم العالي، دليل المستهلك وركن المرأة وغيرها من الأبواب. تمتلك المجلة مُلحق تحت اسم (أفراح الإمارات).

## الرؤية
عين الإمارات مجلة الأسرة الإماراتية – في ظل ظروف عالمية نحتاج دائماً للتواجد والتواصل والترابط.

## الرسالة
تسعى مجلة «عين الإمارات» بأن تصبح منبراً إعلامياً معبراً عن روح وتقاليد وعادات وثقافة المجتمع الإماراتي ومرسخاً للمبادئ السامية والقيم الرفيعة التي تميز مجتمع الأسرة وأن توفر الفرصة للكفاءات الوطنية وما تقدمه من خدمات وإبداعات ثقافية، وكذلك تعزيز الحس الوطني عن طريق متابعة وتغطية الأحداث والفعاليات المحلية وفق منظور إعلامي متكامل.

## روابط خارجية
- الموقع الرسمي
- عين الإمارات  على فيسبوك.